# دان بورن
دان بورن (بالإنجليزية: Dan Burn)‏ (9 مايو 1992 في المملكة المتحدة - ) هو لاعب كرة قدم بريطاني في مركز الدفاع. لعب مع برمنغهام سيتي ونادي فولهام ويوفل تاون ودارلينجتون إف سى.

## وصلات خارجية
- دان بورن على موقع الاتحاد الأوربي (الإنجليزية)
- دان بورن على موقع إي إس بي إن إف سي (الإنجليزية)
- دان بورن على موقع قاعدة بيانات كرة القدم.إي يو (الإنجليزية)
- دان بورن على موقع ليكيب (الفرنسية)
- دان بورن على موقع Soccerbase.com (لاعب) (الإنجليزية)
- دان بورن على موقع Soccerway.com (الإنجليزية)
- دان بورن على موقع عالم كرة القدم.نت (الإنجليزية)
- دان بورن على موقع AS.com (الإسبانية)